# حش کوکب
گورستان حش کوکب (به عربی: مقبرة حش الکوکب) قبرستان کوچکی در مدینه بود که یهودیان باستان در آن مردگان خود را در آن دفن می‌کردند. و این قبرستانی است که عثمان بن عفان در آن دفن شده‌است. عثمان بن عفان سومین خلیفه از خلفای راشدین اهل‌سنت و از اصحاب پیامبر اسلام در ذی حجّه سال ۳۵ هجری، در شورشی که در مدینه بر ضدّ وی برپا شد، کشته شد. کل این گورستان از جمله محل دفن عثمان بعدها به گورستان بقیع ضمیمه شد.